# 安江健治
安江 健治（やすえ けんじ、1947年6月13日 - ）は、日本の経営者。愛知県出身。

## 経歴
1970年に京都大学工学部を卒業し、同年にユニチカに入社。2006年6月に取締役を就任し、2008年6月に専務を経て、2009年6月に社長に就任。2014年6月に取締役相談役に退いた。